# Públio Licínio Calvo Esquilino (tribuno consular em 396 a.C.)
Públio Licínio Calvo Esquilino (em latim: Publius Licinius Calvus Esquilinus) foi um político da gente Licínia nos primeiros anos da República Romana eleito tribuno consular em 396 a.C.. Era filho de Públio Licínio Calvo Esquilino, o primeiro tribuno consular plebeu, eleito em 400 a.C.. Eleito novamente em 396 a.C., renunciou em nome do filho.

## Tribunato consular (396 a.C.)
Em 396 a.C., seu pai, Públio Licínio, foi eleito uma segunda vez, mas renunciou ao mandato em favor do filho:
| “ | «Se, contudo, meus colegas, vocês escolherem a mesma pessoa por acreditarem que ele terá melhorado por causa do peso da experiência, em, pelo contrário, jamais encontrarão o mesmo Públio Licínio de outrora, pois daquele homem atualmente resta apenas uma sombra e um nome. O corpo não tem força, visão e audição enfraqueceram, a memória falha e a clareza mental se foi". Então, abraçando seu filho, acrescentou: "Aqui está um jovem que é o retrato perfeito do homem que há muito tempo vocês acharam por bem ser o primeiro plebeu a receber o cargo de tribuno militar. Este jovem, que eu criei de acordo com os meus princípios de vita, lhes ofereço e consagro ao país como meu legítimo substituto e lhe imploro, ó Quirites, entreguem a ele, que o quer, e para o qual acrescento a minha recomendação, o cargo que me foi oferecido sem que eu o tenha solicitado.» | ” |
|   | — Lívio, Ab Urbe Condita V, 2, 18. |   |

Naquele ano, foram eleitos também Públio Mélio Capitolino, Quinto Mânlio Vulsão Capitolino, Lúcio Titínio Pansa Saco, Cneu Genúcio Augurino e Lúcio Atílio Prisco.
Enquanto continuava o cerco de Veios, Lúcio Titínio e Cneu Genúcio marcharam contra os faliscos e capenatos, mas foram pegos de surpresa numa emboscada. Cneu Genúcio morreu em combate enquanto Titínio conseguiu fugir com os sobreviventes. A notícia da ruína do exército provocou pânico em Roma e nos soldados que participavam do cerco, alguns dos quais retornaram para a cidade.
| “ | À Roma chegaram notícias ainda mais alarmantes: o acampamento de Veios já estava cercado e colunas de inimigos prontos para o combate marchavam em direção a Roma. Muita gente correu para guarnecer as muralhas. As matronas, tiradas de casa pelo terror generalizado, correram para os templos para rezar e suplicar aos deuses. | ” |
|   | — Lívio, Ab Urbe Condita V, 2, 18. |   |

Somente a nomeação de Marco Fúrio Camilo como ditador conseguiu acalmar a cidade e o exército, que, revigorado, conseguiu conquistar Veios depois de um cerco de dez anos.